# Resolució 913 del Consell de Seguretat de les Nacions Unides
La Resolució 913 del Consell de Seguretat de les Nacions Unides fou adoptada per unanimitat el 22 d'abril de 1994. Després de reafirmar totes les resolucions del Consell de Seguretat sobre la situació a Bòsnia i Hercegovina i també la Resolució 908 (1994). El Consell va discutir la situació a la zona de seguretat de les Nacions Unides de Goražde i una solució del conflicte.
El Consell ha expressat la seva preocupació per la contínua lluita per la ciutat de Goražde i el seu impacte a tot Bòsnia i Hercegovina i les negociacions. La ciutat era una zona protegida de les Nacions Unides i l'Exèrcit de la República Sèrbia va ser fortament condemnat per la seva ofensiva contra ella i la població civil, a més d'atacs contra treballadors humanitaris violant el dret internacional humanitari. Els serbis de Bòsnia foren condemnats encara més pel seu fracàs per mantenir els compromisos i negociar de bona fe. Es van condemnar els obstacles a la llibertat de moviment i els atacs contra la Força de Protecció de les Nacions Unides (UNPROFOR), i el Consell va determinar que aprofitava plenament el seu mandat en les resolucions 824 (1993), 836 (1993), 844 (1993) i 908 (1994) per contribuir a un durador alto el foc a la regió.
Actuant sota el Capítol VII de la Carta de les Nacions Unides, es va exigir un alto el foc immediat entre el Govern de Bòsnia i Hercegovina i els serbis de Bòsnia, mentre que eren condemnats els atacs contra Goražde. El Secretari General Boutros Boutros-Ghali va ser convidat a garantir que la UNPROFOR pogués controlar la situació, incloses mesures per posar les armes pesants sota el control de les Nacions Unides. Això permetia l'ús d'atacs aeris si no hi havia cap compliment d'aquesta disposició.
La resolució va demanar la fi de les provocacions a les zones segures i va exigir l'alliberament de personal de les Nacions Unides detingut per les forces serbobosnianes. Es va exigir la llibertat de circulació de la UNPROFOR mentre es realitzés una revisió del nombre de tropes requerides abans del 30 d'abril de 1994. El Consell va subratllar la necessitat d'un acord polític amb una estreta cooperació amb els representants dels Estats Units, Rússia, Estats Units Nacions i la Unió Europea. Finalment, es prendrien noves mesures si fos necessari.